# Tabarin
Pour les articles homonymes, voir Tabarin (homonymie).

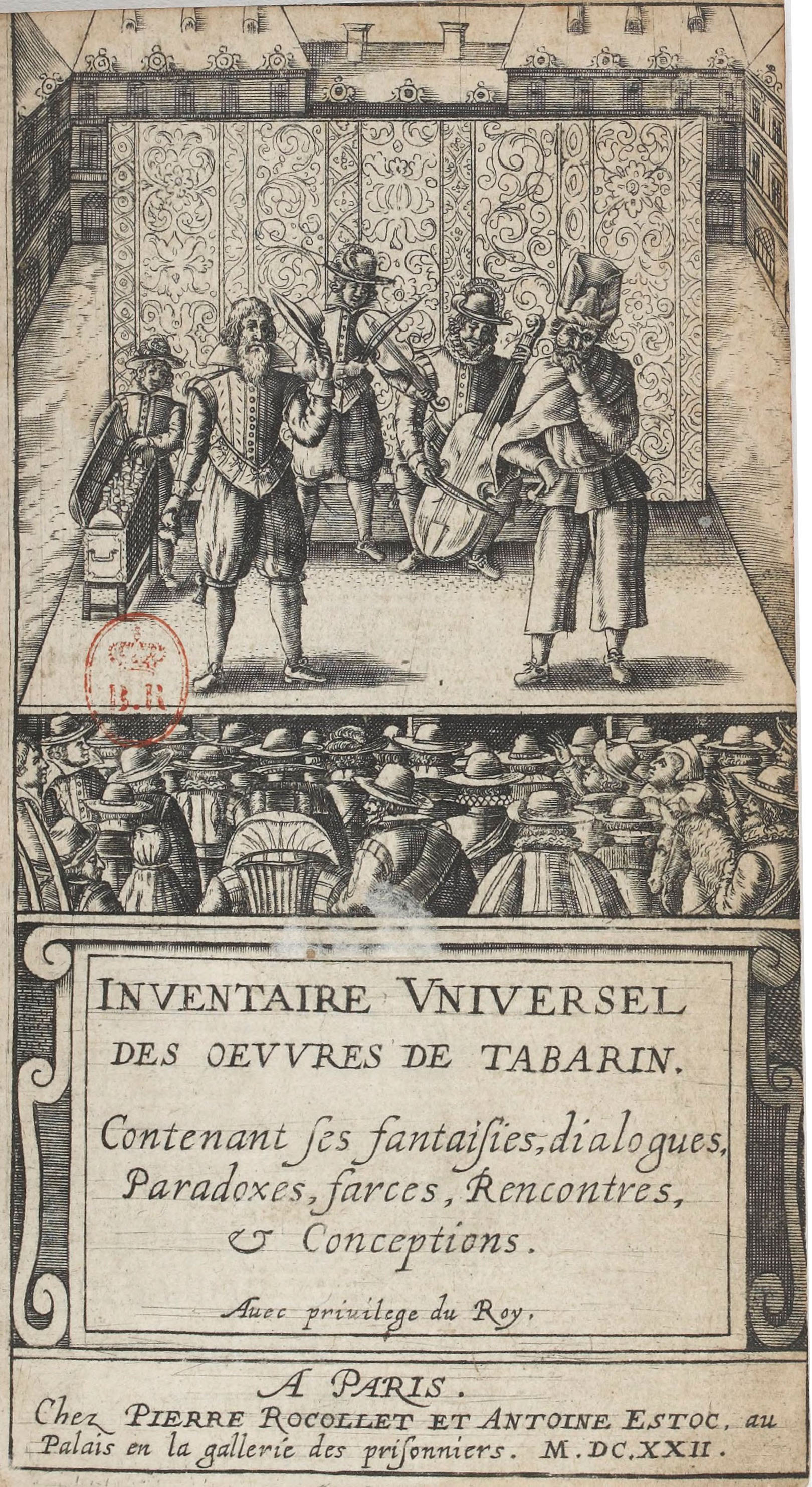
Couverture de lInventaire universel des œuvres de Tabarin, 1622

Tabarin, de son vrai nom Antoine Girard, né en 1584 à Verdun et mort le 29 novembre 1626 à Paris, était bateleur (au sens de magicien-prestidigitateur) et comédien du théâtre de la foire.

## Biographie
Voltaire, dans son Dictionnaire philosophique en parle ainsi :
« Tabarin, nom propre, devenu nom appellatif. Tabarin, valet de Mondor, charlatan sur le Pont-Neuf du temps de Henri IV, fit donner ce nom aux fous grossiers [...]. Tabarine n’est pas d’usage et ne doit pas en être, parce que les femmes sont toujours plus décentes que les hommes ».
Installé sur une estrade dressée sur la place Dauphine à Paris, habillé d'un manteau s'attachant à la hauteur des manches (un « tabar ») et d'un pantalon de toile blanche, toujours coiffé d'un grand feutre, il improvisait des monologues, interpellait les passants, dialoguait avec la foule ou encore avec un comparse. Ses harangues lui donnaient également l'occasion de vendre baumes et remèdes. Les tabarinades étaient souvent de style pamphlétaire et incisif. On trouve dans son Recueil des questions tabariniques des dialogues entre Tabarin et son maître Mondor (maître qui était joué par son frère Philippe Girard) réunissant des questionnements qui se veulent porter sur tous sujets, aussi bien philosophiques que pratiques, tels que « Si la raison et la vérité peuvent compatir ensemble », « Qui sont les meilleurs logiciens », « Quel est le premier créé, de l'homme ou de la barbe » ou « Pourquoi les chiens lèvent la jambe en pissant ».
Les frères Girard se retirent près de Sens vers 1624, et y achètent une maison de maître pour vivre de leurs rentes.
On a l’Inventaire universel des œuvres de Tabarin, contenant ses fantaisies, dialogues, paradoxes, farces, Paris, 1622, et nombre d'autres écrits burlesques sous son nom, entre autres la Descente de Tabarin aux Enfers.
Ses Œuvres ont été réimprimées par Gustave Aventin (1858, 2 volumes in-16).

## Influences
Dans leur Manuel d'histoire de la Littérature française, Gustave Lanson et Paul Tuffrau établissent Tabarin comme représentant d'une tradition comique menant jusqu'à Molière : 
« 
Et si sa comédie (celle de Molière) est à tel point nationale, c’est qu’il ne l’a pas reçue de ses devanciers comme une forme savante aux traditions réglées : il l’a extraite lui-même de la vieille farce française, création grossière mais fidèle image du peuple ; il l’a portée à sa perfection sans en rompre les attaches à l’esprit populaire.  S’il est unique, c’est précisément, n’en déplaise à Boileau, parce qu’il est le moins académique des auteurs comiques et le plus proche de Tabarin. »
De même, selon les Éditions Classiques Larousse, La Fontaine se serait inspiré de la tabarinade « Si Dieu a fait quelque chose de mauvais » pour sa fable « Le Gland et la Citrouille ».

## Poésie avec Tabarin cité dans le texte
de  Marc-Antoine Girard de Saint-Amant (1594-1661)
Vos attraits n'ont plus rien que l'épée et la cape
Vos attraits n'ont plus rien que l'épée et la cape ;
Votre esprit est plus plat qu'un pied de pèlerin ;
Vous pleurez plus d'onguent que n'en fait Tabarin,
Et qui voit votre nez le prend pour une grappe.
Vous avez le museau d'un vieux limier qui lape,
L'œil d'un cochon rôti, le poil d'un loup marin,
La chair d'un aloyau lardé de romarin,
Et l'embonpoint d'un gueux qui réclame Esculape.
Vous portez comme un cul longue barbe au menton ;
Votre corps est plus sec que le son d'un teston
Vous berçâtes jadis l'aïeul de Mélusine.
Pièce de cabinet, quittez notre quartier
Et, prenant pour jamais congé de la cuisine,
Qu'on ne vous trouve plus, sinon chez Dumonstier.
Tabarin est cité par Jean de La Fontaine : "Le Cochon, la Chèvre et le Mouton" (vers 6).
Nicolas Boileau se sert du nom commun composé par ce nom dans l'Art Poétique, vers 86 :
"Quoi que vous écriviez évitez la bassesse :
Le style le moins noble a pourtant sa noblesse.
Au mépris du bon sens, le Burlesque effronté,
Trompa les yeux d’abord, plut par sa nouveauté.
On ne vit plus en vers que pointes triviales ;
Le Parnasse parla le langage des halles ;
La licence à rimer alors n’eut plus de frein,
Apollon travesti devint un Tabarin."

## Iconographie
Une médaille ovale à l'effigie de Tabarin a été exécutée par le graveur Jean Varin à une date indéterminée. Un exemplaire en est conservé au musée Carnavalet (ND 0476].

## Source partielle
Marie-Nicolas Bouillet  et Alexis Chassang (dir.), « Tabarin » dans Dictionnaire universel d’histoire et de géographie, 1878 (lire sur Wikisource)